# Massacre d'Ambiky
Le massacre d'Ambiky est un massacre qui eut lieu en 1897 sur l'île de Madagascar, pendant l’expédition de Madagascar effectuée par l’armée française. Pendant le massacre, de nombreux chefs Sakalaves, dont le roi Toera (ou Touere), qui avait pourtant fait part de son intention de déposer les armes, sont tués par les troupes françaises.
Ce massacre effectué par ces forces coloniales françaises met fin de fait au royaume sakalava du Menabe. 
Après le massacre, une insurrection générale enflamme cependant le Menabe jusqu’en 1902.

## Déroulement
Le massacre a lieu le 29 août 1897, lors d’une campagne de pacification de Madagascar. Le commandant Gérard fait attaquer par surprise le village d’Ambiky, alors que le roi avait fait part de son intention de déposer les armes et d'entamer des négociations,.

## Version de Paul Vigné d'Octon à la Chambre des Députés
Au mois d'août 1897, le général Joseph Gallieni envoie une colonne sous les ordres de son chef d'état-major, le commandant Gérard, pour pacifier le Menabe. La canonnière la Surprise attend sur la côte l'arrivée de la colonne. Léo-Philippe Samat, un agent des Français implanté à Madagascar depuis des années, se rend à Ambike. L'enseigne de vaisseau Etienne Blot et quelques marins de la Surprise s'y rendent en même temps par la Tsiribihine. Le roi Toera leur offre une hospitalité empressée. Pleinement confiant en Samat, il se concerte avec lui pour préparer une réception triomphale au commandant Gérard, dont l'approche lui est officiellement annoncée. Afin de donner à l'événement plus d'importance, et à la fête plus d'éclat, il appelle à Ambike tous les notables des districts et les plus considérables de ses voisins. Ceux-ci vinrent avec leurs étendards, et de nombreux musiciens jouant de la valihe et du tambour remplissent la réunion d'entrain et de gaieté.
Le matin du 29 août, l'enseigne de vaisseau Blot, ainsi que Samat, apprenant que la colonne française n'est plus qu'à deux heures de distance de Ambike, se rendent à son campement. Ayant joint le commandant Gérard, ils lui disent les excellentes dispositions du pays. Le commandant, comme s'il ne les eût pas compris, prévient l'enseigne qu'il aurait le lendemain, avec ses marins, à prendre part à l'attaque.
Le général Galliéni avait débuté en Imerina une grande opération, le commandant Gérard voulait affirmer par un grand coup sa prise de possession du Menabé. Blot et Samat se récrient, croyant à un malentendu. Alors le commandant réitére son ordre d'un ton qui n'admet pas de réplique ; en outre il consigne au camp le négociant et l'officier de vaisseau pour les empêcher de retourner à la ville et d'avertir la population. Le roi Toera, lui-même, ne voyant pas revenir ses amis, vient à son tour demander à présenter ses hommages au commandant Gérard. M. Gérard refuse de le recevoir et lui fait répondre : « Je porterai moi-même mes ordres au chef-lieu. »
Au milieu de la nuit, les troupes françaises se mettent en marche. Elles avancent inaperçues à travers les bois et les taillis qui précèdent la ville d'Ambike. L'artillerie occupe une position d'où elle peut la foudroyer. Au point du jour, par six côtés à la fois, les troupes françaises entrent dans la ville endormie. Les tirailleurs sénégalais se ruent dans les maisons; le massacre commence. Surprise sans défiance, sans moyen de résister, la population entière est passée au fil de la baïonnette. Pendant une heure, ceux qui n'avaient pas été tués du premier coup cherchent à fuir traqués par les compagnies de l'armée française. On les voit, couverts de sang, courir affolés, atteints et frappés de nouveau, trébuchant sur les corps de leurs camarades. Le roi Toera, les personnages de marque, et tous les habitants tombent sous les coups des tirailleurs dans cette matinée. Les tirailleurs n'ont reçu l'ordre que de tuer les hommes ; mais n'épargnent personne. Les domestiques et porteurs indigènes de Samat, confondus parmi les habitants, partagent leur sort. Quand il fait grand jour, la ville n'est plus qu'un affreux charnier dans lequel s'égarent les hommes fatigués d'avoir tant frappé.
Bernard Schlemmer indique que « le silence officiel voua cet épisode à l'oubli ». Entre le récit de Paul Vigné d'Octon et celui officiel des militaires, le hiatus est énorme. Entre l'exagération évidente du parlementaire et le silence qui entoure cet épisode, la vérité peu glorieuse tombe dans l'oubli. Les écrits militaires confirment dans les grandes lignes le récit de Paul Vigné d'Octon indiquant la mort du roi Toera, de son ministre Vougorango, et d'autres chefs Sakalaves. Ce qui reste incertain est le nombre de victimes tués par le 3e régiment de tirailleurs sénégalais dirigé par le chef d'état-major de Joseph Gallieni :Augustin Gérard.

## Réponse de Louis André, ministre de la Guerre
Le 1er décembre 1900, Louis André, ministre de la Guerre, répond à la version de Paul Vigné. Il indique que les rapports officiels présentent la région du Menabe comme le refuge des Sakalaves, comme un obstacle à la sécurité des routes, comme une perpétuelle menace pour le Betsileos et pour l'Imerina ; aucune troupe Hova n'avait pu y pénétrer. Le général Joseph Galliéni pensa que le moment était venu de réduire ces peuplades insoumises et guerrières et qu'il appartenait à ses troupes de pacifier cette zone. Le conseil de guerre est composé du commandant Augustin Gérard, qui était le chef de l'expédition, du capitaine Détrie et de deux civils : Émile-Félix Gautier, directeur de l'enseignement primaire à Madagascar, qui était adjoint comme interprète à la colonne, et Léo-Philippe Samat. Il résulte de tous les documents officiels qui sont parvenus à l'administration, que les soldats français étaient constamment attirés dans des pièges, qu'ils étaient reçus partout à coups de fusil et que notamment le commandant Gérard avait perdu un quart de son effectif dans une embuscade. Du rapport de M. le général Galliéni, de celui du capitaine Détrie, daté d'Ambiky, le soir même du combat, et d'un télégramme envoyé au général Galliéni, de Majunga, par le commandant de la Surprise, il résulte que le nombre des Sakalaves tués est de 97 parmi lesquels on ne compterait ni femme ni enfant. Et des mêmes sources, il résulte encore que le soir de la prise d'Ambiky, les esclaves ramassés depuis plusieurs années par les Sakalaves sont rendus solennellement à la liberté et à leurs villages d'origine.
Le ministre cite le rapport du capitaine de vaisseau Augustin Le Dô, qui commande la station navale de l'océan Indien : « En 1897, la Surprise mouillée devant la Tsiribihina depuis le 23 août s'était mise en communication avec l'intérieur par l'intermédiaire de M. Samat, le correspondant de la résidence générale. C'est M. l'enseigne de vaisseau Blot qui a été chargé de reconnaître l'embouchure du fleuve et de se porter au devant de la colonne. Dès le 25 août, le bruit de l'approche de nos soldats se répand dans le pays. Le commandant de la Surprise n'hésite pas à envoyer aussitôt M. Blot, avec la vedette et le youyou portant, des vivres et du charbon pour remonter le fleuve jusqu'à Ambiky afin de prendre contact avec le commandant Gérard et en même temps escorter M. Samat le long du fleuve. Ce petit détachement part le 26, mais ce n'est que le 29 et après une marche de plus de six heures à travers le pays que M. Blot rencontre enfin la Colonne. Elle avait été inquiétée fréquemment pendant sa marche par les gens de Toëra. Le commandant Gérard, sûr de l'hostilité, des menées sourdes de ce chef indigène, craignant d'autre part la fuite des guerriers et la disparition des armes, brusque l'attaque d'Ambiky qui est pris le 30 au matin et inflige à notre ennemi surpris des pertes considérables. M. Blot et ses hommes ont pris part à cette affaire. Quatre-vingt sept morts et plus de cent cinquante blessés restent sur le terrain, de nombreux prisonniers et une grande quantité d'armes tombent entre nos mains. » « Toëra, son ministre Vougorango et d'autres chefs sont parmi les morts. De notre côté, deux blessés dont un grièvement. « Cette rude attaque a un grand retentissement. Toera était un chef redouté. Son territoire était considéré comme le refuge de tous les « malfaiteurs de la contrée ».

## Suites
Paul Vigné d'Octon dénonce le massacre à la Chambre des Députés en 1900 en désignant le commandant Augustin Gérard comme possible organisateur. Pour ce dernier, « le nombre des victimes, évalués à 5000 par les uns, fut de 2500 pour les autres ». Le rapport de Gérard indique « 97 Sakalava tués sur le terrain » et « au moins 150 blessés (…) laissés dans les bois aux abords de la position. En outre, 450 prisonniers (dont deux tiers de femmes et d’enfants) sont restés entre nos mains ». Pour autant, suite à ce massacre, le Menabe se révolte, une révolte commandée par Ingereza, frère et successeur de Toera. Les Sakalava résistent à l’armée française de 1897 à 1902.

## Mémoire
Le crâne du roi Toera a pu être prélevé pour être envoyé au muséum d'histoire naturelle, où il est stocké à partir de 1899. Il est longtemps réclamé par ses descendants. En 2025, sa restitution fait l'objet de conflits entre ces derniers et le gouvernement malgache, du fait de la non prise en compte, selon eux, de leurs conditions pour réaliser ladite restitution.